# Giordano Corsi
Giordano Corsi (ur. 9 stycznia 1908 w Gonzadze, zm. 29 lipca 1958) – włoski piłkarz, występujący na pozycji pomocnika.
W latach 1935–1937 rozegrał 7 meczów w reprezentacji Włoch, z którą w 1935 wywalczył Puchar Dr. Gerö. Z zespołem Bologna Calcio czterokrotnie zdobył mistrzostwo Włoch (1936, 1937, 1939, 1941) i jeden raz Puchar Mitropa (1934).